# Аутофагија
Аутофагија или аутофагоцитоза је природни регулисани деструктивни механизам током кога се разграђују непотребне или нефункционалне ћелијске компоненте.Тако аутофагија омогућава правовремену разградњу и рециклирање ћелијских компоненти. Назив аутофагоцитоза потиче од грчких речи "αὐτόφαγος" што значи самопрождирући и "κύτος" што значи шупље.
У макроаутофагији, циљни цитоплазматски конституенти су изоловани од остатка ћелије унутар двомембранске везикуле, која се назива аутофагозом.
Назив аутофагија сковао је белгијски биохемичар Кристијан де Див 1963. године. За истраживања аутофагије јапански научник Јошинори Осуми добио је Нобелову награду за медицину.